# Чень Цянь
Чень Цянь (кит. трад.: 陳蒨; піньїнь: Chen Qian; 522-566) — другий імператор Чень з Південних династій.

## Життєпис
Був племінником засновника династії Чень Басяня, після смерті якого успадкував трон. На момент його сходження на престол держава була спустошеною, а її провінції фактично перебували під владою відносно незалежних губернаторів. За свого правління Чень Цянь зумів об'єднати свої володіння, розширити кордони за рахунок перемог над Західною Лян, а також зміцнити центральну владу. Після смерті Чень Цяня трон успадкував його син Чень Боцзун.

## Девізи правління
- Тяньцзя (天嘉) 560-566
- Тянькан (天康) 566